# Катастрофа Ан-140 под Эрдестаном
Катастрофа Ан-140 под Эрдестаном — авиакатастрофа, произошедшая 23 декабря 2002 года в районе Эрдестана в 80 км к северо-востоку от Исфахана при заходе на посадку в 19:29 по местному времени (17:59 по киевскому времени).

## Экипаж
Самолётом управлял экипаж в составе командира Геннадия Петровича Анцибора, второго пилота Сергея Викторовича Чайченко и штурмана С. К. Мазуренко.
Также в составе экипажа были авиамеханик Д. М. Здоренко, авиатехник С. С. Чернуха и представитель завода «ХАЗ» О. Л. Попов.

## Хронология событий
Самолёт следовал из аэропорта Сокольники Харькова (Украина) в Исфахан (Иран), сделав остановку в Трабзоне (Турция) для дозаправки. Он потерпел крушение в горной местности во время ухода на второй круг при ночном заходе на посадку в международный аэропорт Исфахана, что привело к гибели всех, кто находился на борту.
Пассажирами были российские и украинские специалисты в области авиастроения, в частности, ведущие инженеры и руководство ХАЗа, и официальные лица, которые направлялись в Иран, чтобы участвовать в торжествах по случаю сдачи в эксплуатацию самолёта IrAn-140 — лицензионного варианта украинского Ан-140 — второго выпущенного в Иране в рамках долговременного международного авиационного контракта Украина-Россия-Иран. Все погибшие были непосредственно связаны с организацией производства Ан-140 на Украине, Иране и России.
Иранские официальные лица сначала заявили, что, по их мнению, причиной крушения была ошибка пилота, но позже заявили, что ещё слишком рано определять причину аварии.

## Расследование
Бортовой самописец был расшифрован, и первоначальное расследование крушения показало, что основной причиной катастрофы стали «процедурные навигационные ошибки экипажа». В отчёте Межгосударственного авиационного комитета Содружества Независимых Государств был сделан вывод о том, что основными причинами крушения были плохое управление экипажем, несоблюдение процедур захода на посадку и неправильное использование спутниковой навигационной системы GPS самолёта с нарушением его эксплуатационных требований и приоритета его использования при снижении; неиспользование информации от другого установленного навигационного оборудования; отказ от поиска альтернативного подхода, когда обнаружилось, что GPS не может давать реальные показания для измерения расстояния.